# Bek Ohmsford
Bek Ohmsford è uno dei personaggi della saga di Shannara che compare nel ciclo de: Il viaggio della Jerle Shannara e nel ciclo de: Il Druido Supremo di Shannara.

## Storia
Quando era molto piccolo, il Morgawr attaccò la famiglia Ohmsford, distruggendo la casa in cui viveva e uccidendo i suoi genitori; sua sorella Grianne lo salvò da un triste destino mettendolo al sicuro, mentre lei, al contrario, fu rapita dallo stregone. Il bambino venne recuperato da Truls Rohk che poi ritenne opportuno metterlo sotto la custodia del druido Walker Boh. Preoccupato della minaccia che il Morgawr rappresentava, portò Bek al cospetto della famiglia Leah sostenendo che fosse un loro lontano parente e che fosse un loro dovere crescerlo amorevolmente: il Druido per garantire ulteriormente la sua incolumità, nascose accuratamente la vera identità del bambino che da allora sarebbe stato conosciuto da tutti come Bek Rowe.
Molti anni dopo, Walker tornò nella città montana per reclutare il giovane e suo "cugino" Quentin Leah a bordo della Jerle Shannara, che sarebbe salpata alla volta del continente di Parkasia: i due accettano e si mettono immediatamente in cammino per raggiungere Arborlon. Lungo il percorso, Bek ebbe modo di incontrare il mitico Re del Fiume Argento, che mise in guardia il giovane sui pericoli della spedizione e gli consegnò la Pietra di Fenice che lo avrebbe aiutato nel corso dell'avventura; una volta raggiunta la capitale elfica, Bek incontrò il capitano Redden Alt Mer e sua sorella Rue Meridian, che gli spiegarono tutto quello che c'era da sapere a proposito delle navi volanti.
Con il procedere del viaggio, Bek divenne perplesso sul suo ruolo nell'equipaggio, in quanto gli sembrava di non possedere alcun talento o abilità che fossero utili all'intera spedizione: Walker gli impedì sempre di scendere dalla nave e si rifiutò di rivelare qualche particolare sul suo passato. Walker però accettò infine di confessargli la verità dopo gli eventi dell'isola di Mephitic, quando il giovane aiutò Truls Rohk, facendo ricorso, con sua stessa sorpresa, alla Canzone Magica. Il Druido rivelò a Bek le sue origini e dell'esistenza di sua sorella Grianne Ohmsford, e il motivo per cui era stato portato a bordo: il ragazzo era l'unico in grado di esercitare il potere della Spada di Shannara. Durante l'esplorazione di Parkasia, Bek venne catturato dalla Strega di Ilse e portato a bordo della sua nave; qui il giovane usò il potere del talismano e rivelò alla sorella la verità e i crimini del Morgawr. Fu liberato da Truls Rohk e i due ebbero modo di assistere alla morte di Walker per mano di Antrax: il Druido con le sue ultime forze ordinò a Bek di proteggere la sorella a qualsiasi costo.
Il giovane Ohmsford partecipò alla battaglia finale del viaggio, e aiutò Grianne a sconfiggere il Morgawr. Tornando nelle Quattro Terre, lui e Rue Merdian partano per l'altopiano di Leah per costruirsi una vita insieme, mentre la sorella diventa Ard Rhys del nuovo ordine druidico.
Nei 20 anni successivi, la vita di Bek cambiò notevolmente. Rue e lui e si erano sposati, fondando un'attività di viaggi con le navi volanti nei pressi di Patch Run. Vide di rado la sorella, impegnata con i problemi dell'ordine, e i due avevano avuto un figlio di nome Penderrin Ohmsford. Quando Tagwen venne ad avvertirli della scomparsa di Grianne, Rue e Bek erano in viaggio verso le  Terre dell'Est ma furono rintracciati da Traunt Rowan che li condusse a Paranor. Con il pretesto di cercare il figlio per proteggerlo, i Druidi congiurati costrinsero Bek a localizzarlo con la canzone magica che egli non usava dai tempi di Parkasia. Dopo un tentativo di fuga, i congiurati gettarono la maschera e lo imprigionarono.
Riuscì a fuggire solo grazie all'intervento di due druidi apprendisti fedeli ancora alla sorella, ma a causa delle ferite causate dai suoi inseguitori fu colpito da una brutta febbre che rischiò di ucciderlo: durante il suo sonno inquieto ebbe modo di incontrare per la seconda volta il Re del fiume argento che gli consigliò il da farsi e gli rivelò l'esistenza e il pericolo rappresentato dal Moric. Salvò gli amici di Pen dalle grinfie degli Urda e insieme a loro progettò l'attacco alla fortezza dei druidi che avrebbe dato una speranza di salvezza al figlio e a Grianne. Grazie a Tagwen scoprì la rete di passaggi segreti che costellavano Paranor e raggiunse Khyber Elessedil che lo istruì su come indebolire il triagenel creato dai cospiratori e che avrebbe ucciso Grianne.
Successivamente, assieme a Rue, Pen e Khyber si diresse nelle Terre dell'Ovest dove intercettarono il Moric che rispedirono nel Divieto.